# Rushell Clayton
Rushell Clayton (18 de octubre de 1992) es una deportista jamaicana que compite en atletismo, especialista en las carreras de vallas. Ganó dos medallas de bronce en el Campeonato Mundial de Atletismo, en los años 2019 y 2023, ambas en la prueba de 400 m vallas.

## Palmarés internacional
| Campeonato Mundial | Campeonato Mundial | Campeonato Mundial | Campeonato Mundial |
| Año                | Lugar              | Medalla            | Prueba             |
| ------------------ | ------------------ | ------------------ | ------------------ |
| 2019               | Doha (Catar)       | Medalla de bronce  | 400 m vallas       |
| 2023               | Budapest (Hungría) | Medalla de bronce  | 400 m vallas       |